# Bukit Barisan
I monti Bukit Barisan sono una catena montuosa lunga 1700 km situata lungo la costa occidentale di Sumatra, in Indonesia. La catena dei Bukit Barisan è costituita soprattutto da una serie di vulcani ricoperta da una fitta giungla. La vetta più elevata della catena è il Monte Kerinci, con i suoi 3800 metri. Nei pressi dell'estremità meridionale della catena è situato il Parco nazionale di Bukit Barisan Selatan.
In indonesiano e malese il nome Bukit Barisan significa «catena di colline» o «colline che formano una fila», proprio per il suo andamento lineare lungo l'isola di Sumatra.